# 方紹漢

方紹漢

方紹漢（1909年—2007年9月15日），中華民國陸軍少將，别號文卿，1930年7月於中央陸軍軍官學校第七期步兵科畢業，籍貫湖北省禮山縣二郎店。
1931年加入军政部航空掩护大队中尉排长，历任航空委员会特务团连、营长，1943年升任航空委员会特务旅第三团上校团长。
中國抗日戰爭期間，曾參與1938年周家口戰役及1942年浙贛戰役。
1943至1944年兼任川康绥靖公署新津机场与新邛（新津、邛崃）地区指挥官，负责与美方合作扩建新津机场，使其成为抗日戰爭後期大後方最大的军用机场，成为盟軍直接空襲日本本土的最大航空基地。  
第二次国共内战期間，参与1948年長春圍困戰及平津會戰，担任北平南苑地区及机场指挥官時成功在北平易帜前率团突围到天津並辗转回到南京。
1949年10月亲率陸军第40师118及119团防卫大嶝島及小嶝島，後升任陆军少将並参与金門古寧頭戰役，後曾擔任第147师及第211师少将副师长。
1950年5月率52军40师成功掩护67军、75军及87军等十二萬國軍及二萬餘平民从舟山撤退至臺灣。
1952起，担任台中及台南师管区首席副司令，任内负责整建完成竹子坑、成功嶺、關東橋与車籠埔等多处新兵训练基地。
2007年9月15日於美國舊金山逝世，享耆壽98歲。